# 吉見早央
吉川 さおり（よしかわ さおり、1985年5月6日 - ）は、日本の元グラビアアイドル、元タレントである。愛知県出身。
旧芸名は吉見 早央（よしみ さお）。当時の所属事務所はサムティプロモーション。 
現在は吉川 さおりに芸名を戻し、撮影会と配信アプリを中心に再活動中である。

## 来歴
2006年より吉川 さおり名義でグラビアアイドルとして活動。2008年から2010年にかけて『やりすぎコージー』（テレビ東京）に7代目やりすぎガールの一人としてレギュラー出演。その他にも『オビラジR』（TBSテレビ）、『ダブルシックスハンター』（テレビ愛知）、『メルヘンプロダクション』（三重テレビ・奈良テレビ）などにレギュラー出演した。
2010年5月にグラビアアイドルを引退し事務所を退所した。
その後、2012年に入りキャンペーンガールやレースクイーンなどとして活動したあと、同年10月に芸名を吉見 早央に改め、フリーのグラビアアイドルとして活動を再開した。プロフィールはそれまで1987年生まれとしていたが、1985年生まれに改めた。
これと同時に、親交のあった花木衣世も芸名を吉見衣世と改め、両者による架空の姉妹ユニット「吉見姉妹」としても活動を始めたが、2013年7月に両者がそれぞれ新事務所に所属したのを機にコンビを解消した。
現在所属するグラヴィティに名前はあるものの、2014年3月でブログ・Twitterともに更新がストップしたことを最後にすべての芸能活動を休止して事実上の引退となった。同年に一般人と結婚して2015年8月には第一子を出産している。

## 人物
- 特技はディーラーができること、Dance Dance Revolution、スポーツ[9]。
- 趣味はテキサス・ホールデム、スノーボード、バイオハザード、レーシングカート、猫[8][9]。

## テレビ出演
- やりすぎコージー（2008年4月 - 2010年4月、テレビ東京）
- オビラジR（TBSテレビ）
- 『ぷっ』すま（テレビ朝日）
- メルヘンプロダクション（三重テレビ・奈良テレビ）
- 女又力くん（テレビ埼玉・チバテレビ）
- ダブルシックスハンター（テレビ愛知）

## リリース作品

### オリジナルビデオ
吉川さおり名義
- グラドルバトル ナイトキャッツ　（2009年6月12日、ZENピクチャーズ）

### DVD
吉川さおり名義
1. ageha　（2008年1月7日、ベガファクトリー）
2. シンクロ　（2008年9月25日、彩文館出版）
3. NEW KISS　（2009年2月27日、スパイスビジュアル）
4. Sweet Evolution　（2009年6月20日、ラインコミュニケーションズ）
5. Revolution 〜化身〜　（2009年12月19日、トリコ）
6. Resolution 〜決断〜　（2010年7月31日、BNS）

吉見早央名義
1. Return　（2013年6月21日、イーネット・フロンティア）
2. Saorin　（2014年2月25日、エアーコントロール）

吉見姉妹（吉見衣世との共演）名義
1. First　（2013年2月22日、竹書房）　ISBN 978-4812493618

### 同人DLソフト
吉見早央名義
- コスプレックス×吉見早央 01　（2013年3月30日、エー・プランニング）
- コスプレックス×吉見早央 02　（2013年5月27日、エー・プランニング）

### 写真集
吉川さおり名義
- シンクロ　（2008年8月25日発売、2008年9月1日発行、彩文館出版、撮影：加納典譲）　ISBN 978-4775603345

### デジタル写真集
吉川さおり名義
- COLORS（2007年、サムティプロモーション） - White、Black、Pink、Redの4種類
- COLORS（2007年、サムティプロモーション） - Yellow、Orange、Blue、Purpleの4種類
- Meet the Girl フレッシュ編（2007年、シーズファクトリー）
- シンクロ（2007年、彩文館出版）